# Jiazhang
Jiazhang (kinesiska: 贾掌, 贾掌镇) är en köping i Kina. Den ligger i provinsen Shanxi, i den norra delen av landet, omkring 200 kilometer söder om provinshuvudstaden Taiyuan. Antalet invånare är 15 489. Befolkningen består av 7 683 kvinnor och 7 806 män. Barn under 15 år utgör 17,0 %, vuxna 15-64 år 75 %, och äldre över 65 år 7,0 %.
Genomsnittlig årsnederbörd är 707 millimeter. Den regnigaste månaden är juli, med i genomsnitt 229 mm nederbörd, och den torraste är december, med 5 mm nederbörd.